# SK Kramatorsk
SK Kramatorsk (ukr. СК «Краматорськ») – ukraiński klub piłkarski, mający siedzibę w mieście Kramatorsk, w obwodzie donieckim, na wschodzie kraju, grający od sezonu 2021/22 w rozgrywkach ukraińskiej Perszej-lihi.
W latach 1946, 1948-1949, 1960-1970 występował w rozgrywkach Mistrzostw ZSRR, a w sezonie 1998/1999 w rozgrywkach ukraińskiej Drugiej Lihi. Obecnie występuje w Perszej Lidze.

## Historia
Chronologia nazw:
- 1912: KSO Kramatorsk (ukr. КСТ [Краматорське Спортивне Товариство], ros. КСО [Краматорское Спортивное Общество])
- 17.11.1920: KGMMZ Kramatorsk (ukr. КДММЗ [Краматорський державний машинобудівний та металургійний завод], ros. КГММЗ [Краматорский государственный машиностроительный и металлургический завод])
- 01.06.1934: SKMZ Kramatorsk (ukr. СКМЗ [Старокраматорський машинобудівний завод], ros. СКМЗ [Старокраматорский машиностроительный завод])
- 19.08.1935: Zawod im. Ordżonikidze Kramatorsk (ukr. Завод імені Орджонікідзе Краматорськ, ros. «Завод им. С. Орджоникидзе» Краматорск)
- 1937: Awanhard Kramatorsk (ukr. «Авангард» Краматорськ, ros. «Авангард» Краматорск)
- 1972: Bluming Kramatorsk (ukr. «Блюмінг» Краматорськ, ros. «Блюминг» Краматорск)
- 1992: Donbaskraft Kramatorsk (ukr. «Донбаскрафт» Краматорськ)
- 1995: Awanhard Kramatorsk (ukr. «Авангард» Краматорськ)
- 1996: klub rozwiązano
- 1999: Awanhard-TEC/Awanhard-SKMZ Kramatorsk (ukr. «Авангард-ТЕЦ»/«Авангард-СКМЗ» Краматорськ)
- 2004: Awanhard Kramatorsk (ukr. «Авангард» Краматорськ)
- 2008: Awanhard-SKMZ Kramatorsk (ukr. «Авангард-СКМЗ» Краматорськ)
- 2009: FK Kramatorsk (ukr. ФК «Краматорськ»)
- 2010: Awanhard Kramatorsk (ukr. «Авангард» Краматорськ)
- 2021: SK Kramatorsk (ukr. СК «Краматорськ»)

Drużyna piłkarska KSO lub KST została założona w Kramatorsku w 1912 roku z inicjatywy pracowników zakładu Kramatorskiego metalurgicznego towarzystwa. 17 listopada 1920 roku dekretem Prezydium Ukraińskiej SRR zakład metalurgiczny został upaństwowiony i otrzymał nazwę Kramatorskie Państwowe Zakłady Maszynowo-Metalurgiczne (KGMMZ lub KDMMZ). 1 czerwca 1934 roku zarządzeniem Ludowego Komisariatu Handlu i Przemysłu przedsiębiorstwo podzielono na dwa zakłady: Starokramatorski Maszynowy Zakład (SKMZ) i Kramatorski Metalurgiczny Zakład (KMZ), w związku z czym drużyna zmieniła nazwę na SKMZ. 19 sierpnia 1935 roku zakładowi nadano imię Sergo Ordżonikidze. W 1936 roku zespół pod nazwą Zawod im. Ordżonikidze zdobył pierwsze mistrzostwo Ukraińskiej SRR, a w 1937 zmienił nazwę na krótszą Awanhard. Dla rozróżnienia od drugiego klubu Awanhard (NKMZ) Kramatorsk, który reprezentował Nowokramorski Maszynowy Zakład (NKMZ), klub też nazywał się do 1938 roku Zawod im. Ordżonikidze lub Awanhard (SKMZ). W 1937 debiutował w rozgrywkach Pucharu ZSRR. W 1946 klub debiutował w Trzeciej Grupie, wschodniej strefie ukraińskiej Mistrzostw ZSRR. Po roku nieobecności w 1948 i 1949 występował w Drugiej Grupie, strefie ukraińskiej. Potem występował w rozgrywkach mistrzostw i Pucharu obwodu donieckiego. 
W 1955 roku klub został oficjalnie zarejestrowany. Od 1960 ponownie występował w Klasie B, 2 strefie ukraińskiej. W 1963 w wyniku reorganizacji systemu lig ZSRR został zdeklasowany w rozgrywkach i grał w Klasie B, 2 strefie ukraińskiej, w której występował do 1970. W sezonie 1970 w wyniku kolejnej reorganizacji systemu lig ZSRR zajął najpierw 5 miejsce w Klasie B, 2 strefie ukraińskiej, a potem w turnieju finałowym 12 miejsce, które nie pozwoliło mu dalej uczestniczyć w rozgrywkach na poziomie profesjonalnym. Potem występował w mistrzostwach i Pucharze obwodu. W 1972 roku klub zmienił nazwę na Bluming, i w 1974, 1975, 1976, 1979, 1984 i 1985 startował w mistrzostwach Ukraińskiej SRR wśród zespołów kultury fizycznej.
Od początku rozgrywek w niezależnej Ukrainie klub pod nazwą Donbaskraft występował w rozgrywkach mistrzostw Ukrainy wśród zespołów amatorskich. W sezonie 1992/93 zajął 12 miejsce w 4 grupie. W następnym sezonie 1993/94 zajął 8 miejsce w 5 grupie, w 1994/95 był 14 w 5 grupie. W sezonie 1995/96 przywrócił nazwę Awanhard i zajął pierwsze miejsce w 5 grupie, ale zrezygnował z awansu do Drugiej Lihi. W 1996 klub z przyczyn finansowych został rozwiązany.
W 1999 klub został odrodzony i jako drużyna amatorska pod nazwami Awanhard-TEC, Awanhard-SKMZ, FK Kramatorsk kontynuował występy w rozgrywkach Mistrzostw i Pucharu obwodu donieckiego. W 2010 przywrócił nazwę Awanhard i zdobył mistrzostwo obwodu. W 2011 startował w rozgrywkach Amatorskiej Lihi. 4 lipca 2011 otrzymał status klubu profesjonalnego i 23 lipca 2011 roku debiutował w Drugiej Lidze.
16 czerwca 2021 klub został przekazany we własność miasta i w związku z tym zmienił nazwę na SK Kramatorsk.

## Sukcesy
- Druga Grupa, podgrupa ukraińska:

6 miejsce: 1948
- Puchar ZSRR:

1/8 finału: 1939
- Mistrzostwo Ukraińskiej SRR:

mistrz: 1936
- Druha Liha:

14 miejsce: 1998/99
- mistrz obwodu donieckiego: 1996, 2010

## Trenerzy od lat 90. XX wieku
...
- 1960:  Nikołaj Ryczkow
- 1961:  Dmytro Iwanow
- 1962:  Anatolij Sadowski

...
- 07.1995–06.1996:  Serhij Szewczenko

...
- 01.2010–12.2010:  Jewhen Smaha
- 01.2011–27.11.2013:  Serhij Szewczenko
- 03.12.2013–09.09.2016:  Jakiw Kripak
- 09.09.2016–...:  Ołeksandr Kosewicz